# 唐山高新技术产业开发区

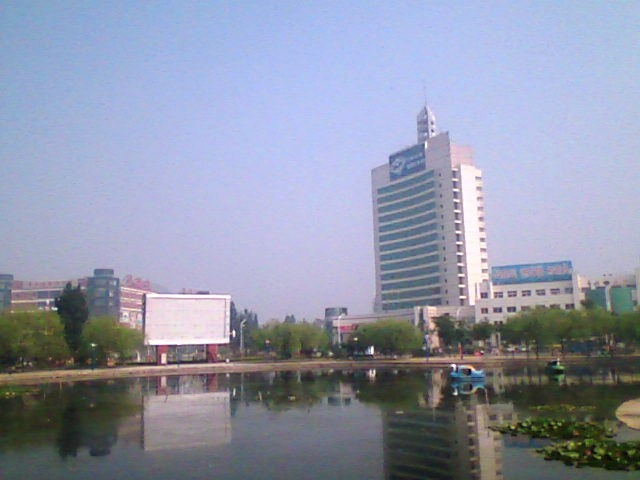
唐山高新区火炬大厦

唐山高新技术产业开发区成立于1993年4月，位于河北省唐山市，2010年11月经国务院批准升级为国家级高新技术产业开发区，管辖面积101.3平方公里，总人口21.8万人。

## 历史沿革
- 1992年4月：成立唐山高新技术产业开发区
- 1992年7月：河北省政府批准唐山高新技术产业开发区纬省级高新技术和经济技术开发区
- 2010年11月：经国务院批准，唐山高薪技术产业开发区升级为国家高新技术产业开发区[2]。